# Équipe d'Italie de rugby à XV à la Coupe du monde 1987
L'équipe d'Italie a été éliminée en poule lors de la Coupe du monde de rugby 1987, après avoir perdu contre l'équipe de Nouvelle-Zélande. Dans la lutte l'opposant à l'équipe des Fidji et à l'équipe d'Argentine, chacune ayant remporté une victoire et concédé une défaite, c'est la différence de points particulière qui a départagé les équipes, permettant aux Fidjiens d'accéder aux quarts de finale. 
Les joueurs ci-après ont joué pendant cette coupe du monde 1987. Les noms en gras désignent les joueurs qui ont été titularisés le plus souvent.

## Première Ligne
- Guido Rossi (2 matchs, 2 comme titulaire)

## Troisième Ligne
- Marzio Innocenti (3 matchs, 3 comme titulaire)

## Demi de mêlée
- Alessandro Ghini (1 match, 1 comme titulaire)
- Fulvio Lorigiola (2 matchs, 2 comme titulaire)

## Demi d’ouverture
- Oscar Collodo (3 matchs, 3 comme titulaire)

## Trois-quarts aile
- Marcello Cuttitta (3 matchs, 3 comme titulaire)

## Arrière
- Serafino Ghizzoni (1 match, 1 comme titulaire)

## Meilleurs marqueurs d'essais italiens
- Marcello Cuttitta 2 essais

## Meilleurs réalisateurs italiens
- Oscar Collodo 20 points
- Marcello Cuttitta 8 points